# Filomena Mascarenhas Tipote
Filomena Mascarenhas Tipote là một chính trị gia người Guinea-Bissau, từng giữ chức Bộ trưởng Bộ Ngoại giao từ năm 2001 đến 2002 và Bộ trưởng Bộ Quốc phòng từ năm 2003 đến 2004.

## Nghề nghiệp
Tipote được Thủ tướng Caetano N'Tchama bổ nhiệm làm Ngoại trưởng năm 2000. Sau khi ông từ chức vào ngày 19 tháng 3 năm 2001, bà được bổ nhiệm làm Bộ trưởng Đoàn kết Xã hội, Việc làm và Kiểm soát Nghèo đói bởi người kế nhiệm ông, Faustino Imbali.
Tipote được bổ nhiệm làm Bộ trưởng Ngoại giao bởi Alamara Nhassé vào ngày 9 tháng 12 năm 2001, đại diện cho quốc gia của bà tại Đại hội đồng Liên Hợp Quốc, và phục vụ trong vai trò đó cho đến ngày 17 tháng 11 năm 2002. Vào ngày đó, bà được bổ nhiệm làm Bộ trưởng Hành chính công, Công trình công cộng, Lao động và Việc làm dưới thời Mário Pires, nhưng bà đã bị Tổng thống Kumba Ialá từ bỏ vai trò đó vào tháng 1/2003, không có lý do nào được đưa ra. Với một sự thay đổi khác của chính phủ, Tipote được Artur Sanhá bổ nhiệm làm Bộ trưởng Bộ Quốc phòng vào ngày 28 tháng 9 năm 2003, mặc dù không có kinh nghiệm quân sự. Các nhà lãnh đạo quân sự đã không tham dự lễ tuyên thệ của bà. Bà là người phụ nữ đầu tiên đảm nhận chức vụ đấy  và phục vụ cho đến ngày 10 tháng 5 năm 2004.
Từ năm 2007, Tipotehas đã làm việc với chương trình Voz di Paz (Tiếng nói hòa bình), tập trung vào việc mang lại cho người Guinea-Bissau tiếng nói trong quá trình xây dựng hòa bình.